# Lugaži
Lugaži är en ort i Lettland.   Den ligger i kommunen Valka, i den nordöstra delen av landet, 140 km nordost om huvudstaden Riga. Lugaži ligger 76 meter över havet och antalet invånare är 302.
Terrängen runt Lugaži är platt. Runt Lugaži är det mycket glesbefolkat, med 5 invånare per kvadratkilometer. Närmaste större samhälle är Valka, 3,9 km öster om Lugaži. Omgivningarna runt Lugaži är en mosaik av jordbruksmark och naturlig växtlighet.